# آلبر دوپوی
آلبر دوپوی (فرانسوی: Albert Dupouy‎; ۲۱ فوریهٔ ۱۹۰۱ – ۱ دسامبر ۱۹۷۳) بازیکن راگبی ۱۵ نفره اهل فرانسه بود.